# ディスローン
『ディスローン』（DETHRONE）は、田代琢也による日本の漫画。『コミックフラッパー』（メディアファクトリー）にて2012年8月号から2013年12月号まで連載。武道家の女子高生が、入学早々あらゆる武道家の猛者たちと激しいバトルを繰り広げていく物語。専らバトルシーンが多く盛り込まれている他、お色気やギャグシーンも併せ持った作風が特徴。

## 登場人物
五堂正宗（ごどう まさむね）
本作の主人公である、15歳の少女。五堂十六夜流継承者。

## 書誌情報
- 田代琢也 『ディスローン』メディアファクトリー〈MFコミックス〉、全3巻
  1. 2012年12月31日初版発行、2012年12月22日発売 ISBN 978-4-8401-4771-2 / 表紙：五堂正宗
  2. 2013年6月30日初版発行、2013年6月22日発売 ISBN 978-4-8401-5073-6
  3. 2014年1月31日初版発行、2014年1月23日発売 ISBN 978-4-04-066252-7